# Apia
Apia je glavno mesto Samoe in s 35.454 prebivalci (po preliminarnih rezultatih popisa leta 2016) največje naselje v tej otoški državi na jugozahodu Tihega oceana. Je edino naselje na otoku s statusom mesta, v katerem živi približno petina vseh Samojcev, širše pa je znano predvsem kot najzahodnejše glavno mesto na svetu, saj stoji nekaj stopinj vzhodno od 180. poldnevnika. Glavna mesta vseh ostalih suverenih držav Oceanije stojijo na drugi strani poldnevnika na vzhodnih zemljepisnih dolžinah, tako da je drugo najzahodnejše glavno mesto skoraj 9000 km oddaljeni Ciudad de México na ameriški celini.
Mesto stoji ob severni obali otoka Upolu, ob vznožju hriba Vaea, in je politično ter gospodarsko središče države. Gospodarstvo temelji na izvozu kmetijskih pridelkov (predvsem kokosa), lahki industriji in turizmu.

## Zgodovina
Evropski naseljenci so na otočje prišli v začetku 19. stoletja. Predstavniki različnih evropskih narodov in Američani so tekmovali v trgovanju ter spodbujali bojevite domačine skladno s svojimi interesi, tako da je bila regija izrazito nemirna. V Apii je bila konec stoletja vzpostavljena mednarodna občina, kjer so bili tujci razmeroma zaščiteni, leta 1899 pa so po dolgotrajnem spletkarjenju ta del otočja priključili Nemci. Nestabilni odnosi med silami, prisotnimi v Apii, so vodili do katastrofalnega spodrsljaja leta 1889, ko se je slabo zaščitenemu mestnemu pristanišču, v katerem so bile zasidrane vojaške in trgovske ladje vseh, približeval močan tajfun. Nobena od posadk ni želela prva zapustiti pristanišča in odpluti na odprto morje, zato je besnenje viharja potopilo več ladij in zahtevalo življenja desetin mornarjev.
Apia je bila v začetku 19. stoletja glavno mesto kolonije Nemška Samoa. To je trajalo do izbruha prve svetovne vojne, ko so celotno otočje zasedle sile antante. Med drugo svetovno vojno so bile v mestu nastanjene le maloštevilne novozelandske in ameriške čete, saj so spopadi na pacifiškem bojišču to območje obšli.

## Mednarodne povezave
Od leta 2010 je sestrsko mesto Apie Compton v Kaliforniji, Združene države Amerike.